# Izland éghajlata
Izland éghajlata szubarktikus a Köppen éghajlati osztályozási rendszer alapján pedig: Cfc. A sziget az Golf-áramlat útjában található, amely jóval enyhébbé teszi a sziget éghajlatát, mint amilyen az a hasonló szélességi körön fekvő egyéb területek éghajlata. A szigetország alig valamivel az északi Sarkkörtől délre fekszik. Az Irminger-áramlat szintén enyhébbé teszi az ország éghajlatát. Az időjárás azonban meglehetősen változékony az országban.
A sarki fényt telente gyakran meg lehet figyelni a hosszú téli éjszakák idején. Az éjféli nap jelensége nyaranta figyelhető meg, az északi partvidéktől 40 kilométernyire fekvő Grimsey-szigetén. Nyaranta itt két héten keresztül le sem bukik a nap a horizont alá.

## Évszakok

### Tél
A telek Izlandon földrajzi elhelyezkedéséhez viszonyítva enyhék. A délies fekvésű alföldjein 0 °C körül alakul az átlaghőmérséklet, míg az Izlandi-Felföld területén - 10 °C az átlag telente. Az ország északi részein a leghidegebb hőmérsékleti értékek -25 és - 30 °C közt alakulnak. A szigetországban mért leghidegebb hőmérséklet -39,7 °C volt.

### Nyár
A szigeten az átlagos júliusi középhőmérséklet + 10 és + 13 °C közt alakul. A legmelegebb nyári napokon a hőmérséklet elérheti a + 20 és + 25 fok közti tartományt is. A legmagasabb hőmérséklet + 30,5 °C volt, melyet a Keleti Régióban mértek 1939-ben. Reykjavíkban az éves napsütéses órák száma 1300 körül alakul, amely megfelel a Skóciában vagy Írországban mérhető napsütés mennyiségének.

## Hőmérséklet
| Hónap | Jan.  | Feb.  | Már.  | Ápr.  | Máj. | Jún. | Júl. | Aug. | Szep. | Okt.  | Nov.  | Dec.  | Év    |
| --- | ----- | ----- | ----- | ----- | ---- | ---- | ---- | ---- | ----- | ----- | ----- | ----- | ----- |
| Rekord max. hőmérséklet (°C)                                                                                | 10,7  | 10,2  | 13,0  | 14,7  | 20,6 | 22,4 | 25,7 | 24,8 | 18,5  | 15,7  | 12,6  | 12,0  | 25,7  |
| Átlagos max. hőmérséklet (°C)                                                                               | 2,5   | 2,8   | 3,4   | 6,1   | 9,7  | 12,4 | 14,2 | 13,6 | 10,9  | 7,0   | 4,2   | 3,1   | 7,5   |
| Átlaghőmérséklet (°C)                                                                                       | 0,0   | 0,1   | 0,6   | 3,0   | 6,6  | 9,5  | 11,2 | 10,7 | 8,0   | 4,4   | 1,9   | 0,6   | 4,7   |
| Átlagos min. hőmérséklet (°C)                                                                               | −2,4  | −2,4  | −1,9  | 0,5   | 3,8  | 7,0  | 8,8  | 8,4  | 5,7   | 2,2   | −0,5  | −1,8  | 2,3   |
| Rekord min. hőmérséklet (°C)                                                                                | −19,7 | −17,6 | −16,4 | −16,4 | −7,7 | −0,7 | 1,4  | −0,4 | −4,4  | −10,6 | −15,1 | −16,8 | −19,7 |
| Átl. csapadékmennyiség (mm)                                                                                 | 83    | 85    | 81    | 56    | 52   | 43   | 52   | 67   | 73    | 74    | 78    | 94    | 838   |
| Havi napsütéses órák száma                                                                                  | 20    | 56    | 109   | 162   | 199  | 176  | 172  | 154  | 119   | 90    | 38    | 12    | 1307  |
| Forrás: Izlandi Meteorológiai Szolgálat (a csapadékos napok átlaga az 1961-1990 közti időszakra vonatkozik) |       |       |       |       |      |      |      |      |       |       |       |       |       |

## Szelek és viharok
Az uralkodó szélirány a keleti szél, míg a nyugatias széláramlás viszonylag ritkának számít. Általánosságban elmondható, hogy a szélsebesség többnyire a felföldön erősebb, ám topográfiai sajátosságoknak köszönhetően egyes síkvidéki területeken időnként erősebb széllökések is kialakulhatnak. 
Izland déli részén évente átlagosan öt zivatar vonul át, tehát elmondható, hogy a zivatarok kialakulása meglehetősen ritkának számít az országban. Leggyakrabban nyár elején, vagy végén szoktak zivatarok kialakulni. Ezeket főleg a kontinens felől érkező meleg légáramlatok okozzák, vagy telente mélységi hidegteknők, délnyugaton. villámlást leginkább akkor lehet megfigyelni a szigeten, amikor valamelyik vulkán kitör és a kilökődő vulkáni hamufelhő kapcsolatba lép a levegő elektronjaival.

## Fordítás
Ez a szócikk részben vagy egészben  a   Climate of Iceland című angol Wikipédia-szócikk ezen változatának fordításán alapul.  Az eredeti cikk szerkesztőit annak laptörténete sorolja fel. Ez a jelzés csupán a megfogalmazás eredetét és a szerzői jogokat jelzi, nem szolgál a cikkben szereplő információk forrásmegjelöléseként.